# Món Llibre
Món Llibre és un festival de literatura infantil celebrat a Barcelona des del 2005.
L'organitza l'Institut de Cultura de Barcelona amb la col·laboració de les Biblioteques de Barcelona, el Centre de Cultura Contemporània de Barcelona i el Museu d'Art Contemporani de Barcelona.
Dura un cap de setmana, emmarcat sempre en el mes d'abril, i té lloc entre el CCCB, el MACBA i la plaça de Joan Coromines. El 2023, també va haver-hi part de la programació a les biblioteques Francesc Candel de la Zona Franca i Vilapicina i la Torre Llobeta de Nou Barris.
Pretén donar a conèixer històries, autors i il·lustradors de diferents països mitjançant contacontes, espectacles musicals, actes teatrals, tallers i films relacionats amb la literatura. Les llibreries i editorials que hi assisteixen presenten novetats literàries inèdites.
El 2012, va rebre 25.000 visitants, una xifra fins aleshores només superada en l'àmbit literari català pel Saló del Còmic de Barcelona. El 2019, la xifra es va repetir, cosa que reafirma la consolidació del succés de l'esdeveniment en qüestió.